# Yoshimura Keiji
Keiji Yoshimura (sinh ngày 8 tháng 8 năm 1979) là một cầu thủ bóng đá người Nhật Bản.

## Sự nghiệp câu lạc bộ
Keiji Yoshimura đã từng chơi cho Nagoya Grampus và Ehime FC.